# Гераклея Понтийская
Гераклея Понтийская (др.-греч. Ἡρακλεία ἡ Ποντική, также Ἡρακλεία Πόντου или Ἡρακλεία ἐν Πόντῳ; также известная как Ираклия Понтийская) — мегарская колония на южном побережье Чёрного моря, около устья реки Киличсу (в древности — Лик или Ахеронт). На территории древней Гераклеи сейчас расположен турецкий город Эрегли (тур. Karadeniz Ereğli) и одноимённый район в провинции Зонгулдак, Турция. Река называлась так же, как река в царстве мёртвых, — Ахеронт. Здесь, по верованиям древних, находился один из спусков в преисподнюю и прорицалище, где вызывали и вопрошали души умерших.

## История
Гераклея Понтийская была основана дорийцами из Мегар. Единственная дорийская колония в Северном Причерноморье — Херсонес Таврический — была основана выходцами из Гераклеи Понтийской.
В VI веке до н. э. известен тиран Эвопий.
В IV веке до н. э. в Гераклее некоторое время (363—352 годы до н. э.) правил Клеарх — ученик Платона. После него его брат — Сатир. В 345 году до н. э. Сатир передал власть сыну Клеарха — Тимофею. В 337 году до н. э. власть наследовал другой сын Клеарха — Дионисий. Дионисий был женат вторым браком на Амастриде, дочери Оксафра, брата последнего персидского царя Дария III. Выдал замуж дочь от первого брака за Птолемея, правителя Геллеспонтской Фригии, племянника Антигона. В 306 году до н. э. Дионисий принял титул царя. В 305 году до н. э. Дионисий умер, и регентшей при его малолетних детях стала их мать Амастрида. В 299 году до н. э. она повторно вышла замуж за Лисимаха (это был его третий брак). Но уже скоро Лисимах развёлся с Амастридой и женился на дочери Птолемея I, царя Египта — Арсиное. Около 291 года до н. э. Амастрида была убита сыновьями Клеархом и Оксиатром, но и сами убийцы были убиты по приказу Лисимаха. Лисимах отдал город своей новой жене Арсиное, которой он и принадлежал до 281 года до н. э.
В начале III века до н. э. Зипойт — царь Вифинии — развернул агрессию против Гераклеи; воспользовавшись ослаблением этого полиса в период господства Лисимаха, он отторг большую часть гераклейской хоры и даже серьёзно угрожал самому городу.
Гераклея входила в состав так называемой «Северной лиги» (Византий, Гераклея и Халкидон). Вифинский царь Никомед I, по договору с лигой, вернул гераклеотам (правда, за значительную денежную сумму) их прежние владения.
В конце 190-х годов до н. э. вифинский царь Прусий I предпринял поход против гераклеотов, завоевав Киер и Тиос и едва не захватив саму Гераклею.

## Мифы
Гераклея Понтийская — один из наиболее известных городов, которые посетили аргонавты. Согласно мифологии, Ясон, Орфей, Геракл и другие приплыли на судне «Арго» по пути в далёкую страну Колхиду за Золотым руном. Именно тут Геракл совершил один из своих 12 подвигов: он победил пса, охранявшего вход в пещеры, ведущие в подземное царство бога Аида, и спустился в царство мёртвых. В первые века нашей эры эти пещеры использовались как тайное место поклонения первыми христианами.